# GRO J1655-40
GRO J1655-40 — двойная звезда в созвездии Скорпиона, один компонент которой является кандидатом на чёрную дыру. Газ с видимой звезды падает на невидимый компонент, который по массе более чем в 6 раз превосходит наше Солнце.
Расстояние от нас до этой системы около 11000 световых лет. GRO J1655-40 и её компаньон движутся по Млечному Пути со скоростью 112 км/с (для сравнения: наша Солнечная система движется со скоростью около 220 км/с). Это первый такой объект, у которого удалось с довольно высокой точностью измерить собственное движение. Это подтверждает теорию, что данная чёрная дыра сформировалась при коллапсе ядра массивной звезды. После сжатия ядра верхние слои звезды взорвались, произведя вспышку сверхновой. Взрыв был немного смещён от центра, что и повлияло на нынешнюю скорость GRO J1655-40. Звезда движется примерно в направлении Солнечной системы.
Гал.долгота 344.9819° 

Гал.широта 2.4560° 

Расстояние 5 500(-11000) св. лет